# 贝里公爵的豪华时祷书
《贝里公爵的豪华时祷书》或《貝里公爵豪華日課經》（法語：Les Très Riches Heures du duc de Berry）又称《豪华时祷书》、《最美时祷书》（法語：Très Riches Heures），是一本於中世纪發表的法国哥特式泥金装饰手抄本、時禱書。该书由林堡兄弟为赞助人贝里公爵约翰而作，创作于1412年至1416年。1416年上半年约翰·贝里公爵与林堡兄弟们都去世了，死因可能是瘟疫，书中装饰图案未完成，直到15世纪40年代由匿名画家（艺术史学家猜测为巴泰勒米·艾克（Barthélemy d'Eyck）进一步装饰。在1485年至1489年，画家Jean Colombeit受薩伏依公爵卡洛一世之命将书中插图补充完整。亨利·德·奧爾良于1856年收购该书，现藏于法国尚蒂伊孔蒂博物館。
该书使用了206张小牛皮纸，尺寸为 30 cm ×21 cm ，包含66幅大型细密画及65小型细密画。该书的设计复杂，且经历了很多变化。许多艺术家曾参与其细密画、首字母装饰、边缘的装饰绘制及抄写工作，但确定艺术家精确人数和身份的问题仍有争论。画很大程度上是由来自荷兰的艺术家绘制，有时还使用了稀有昂贵的颜料，画作深受意大利艺术和文物的强烈影响。

### 贝里公爵

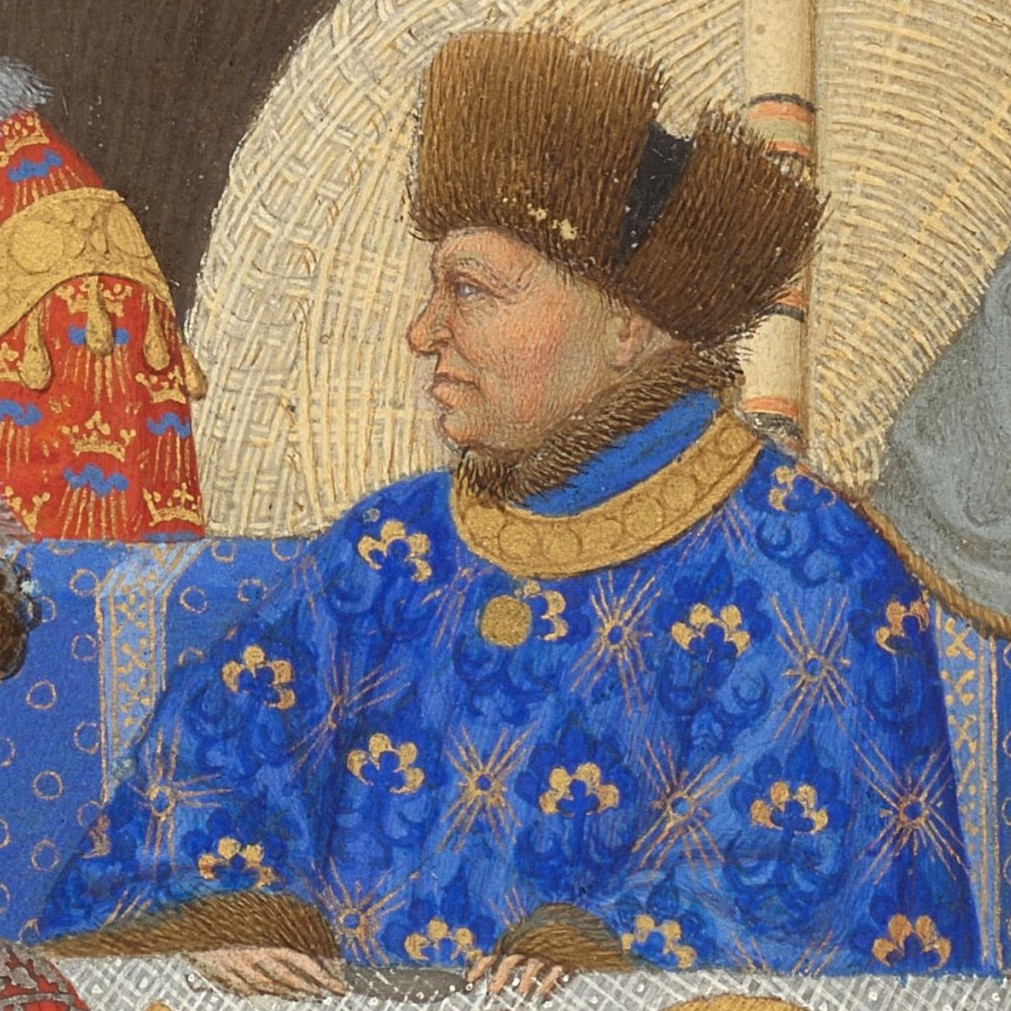
约翰·贝里公爵（John, Duke of Berry），出自《豪华时祷书》一月月历画

## 历史背景

### 简史
- 1412年至1416年，手稿完成。
- 1416年后，为法国国王查理七世所有。

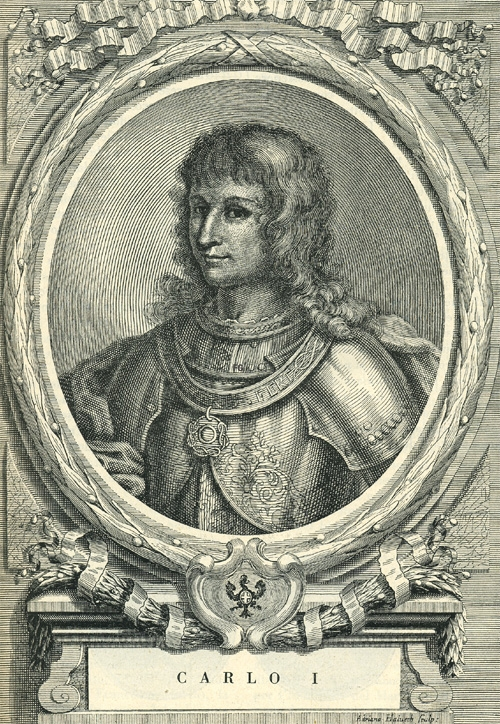
薩伏依公爵卡洛一世

- 1485年至1489年，薩伏依公爵卡洛一世命 Jean Colombe 完成手稿。
- 16世纪佛兰德斯派画家模仿曾手稿画作[2]。
- 该书手稿在历史上消失3个世纪。
- 18世纪，该书手稿由热那亚的Spinola装订[3]。
- 1856年，Chantilly museum的创始人于意大利家庭买下该书手稿。

## 月曆
這本時禱書按月份排列如下：

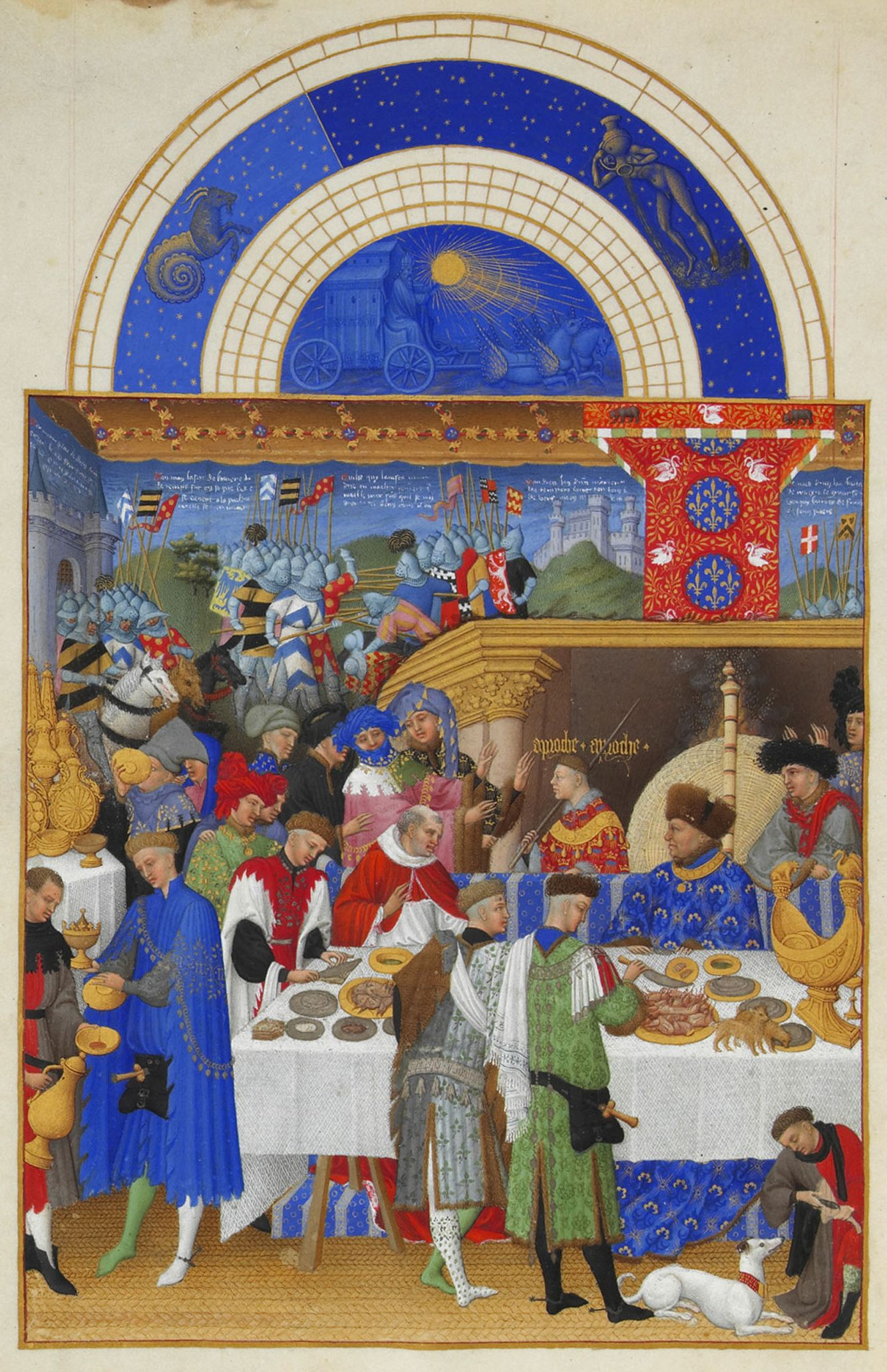
一月
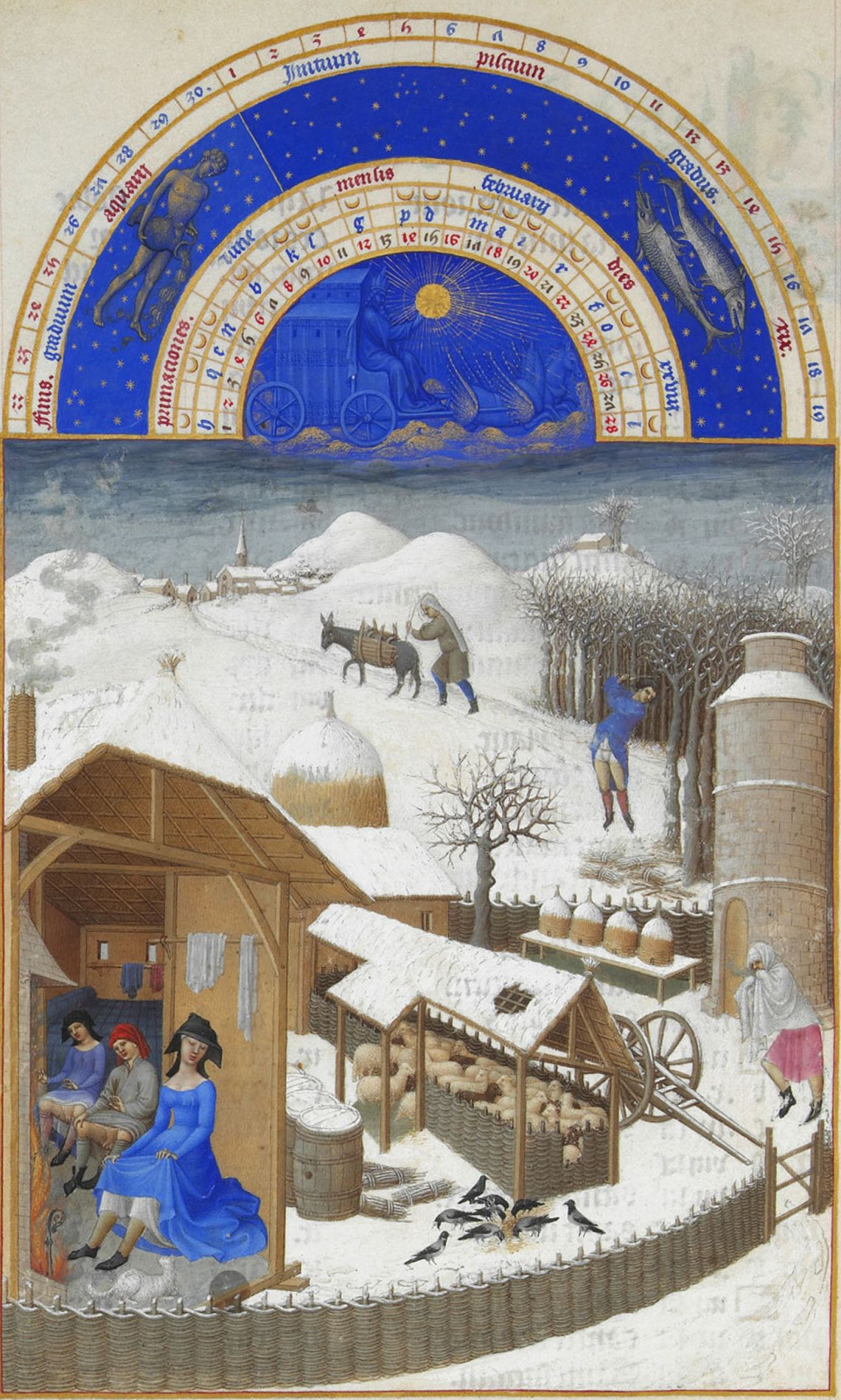
二月
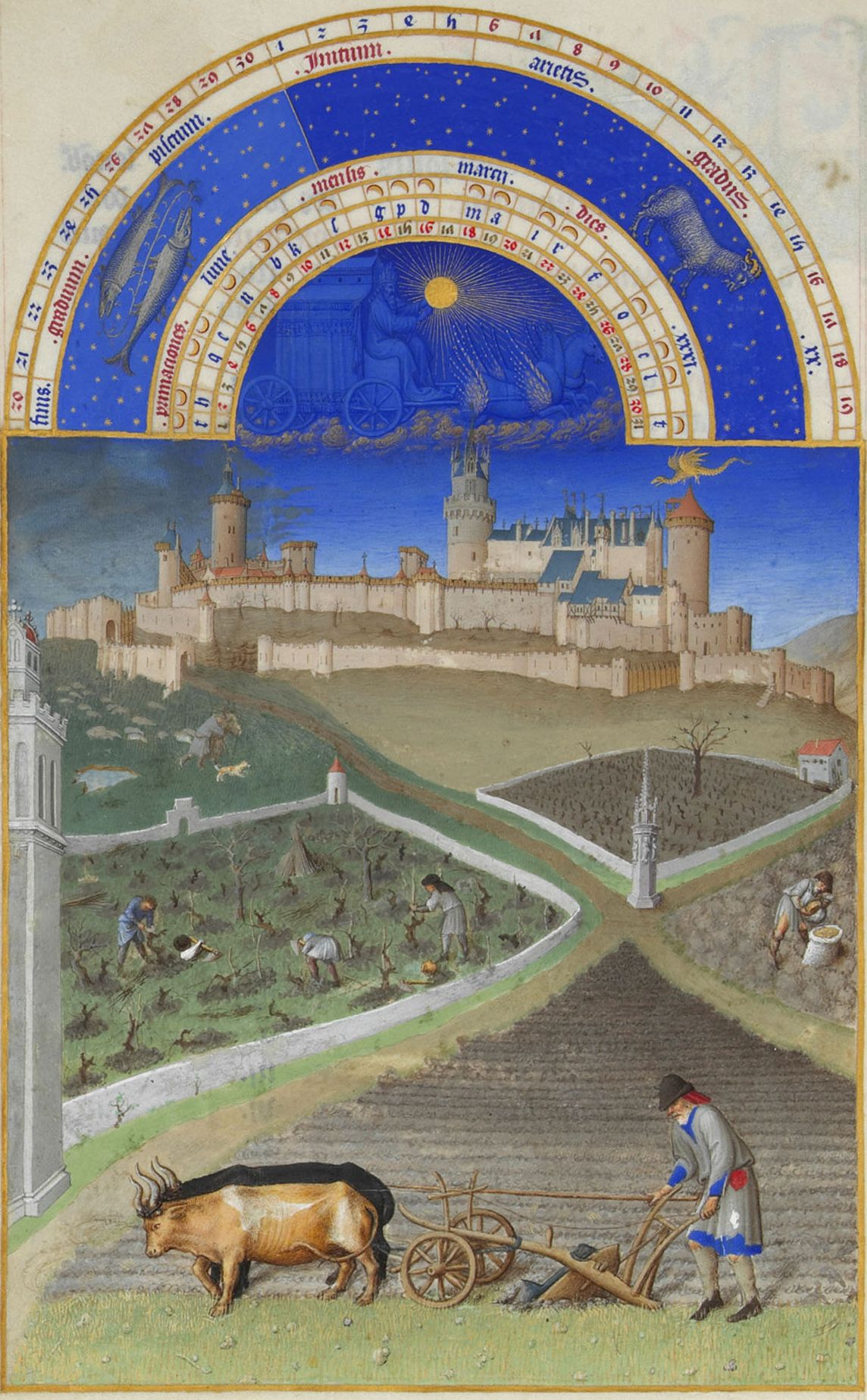
三月
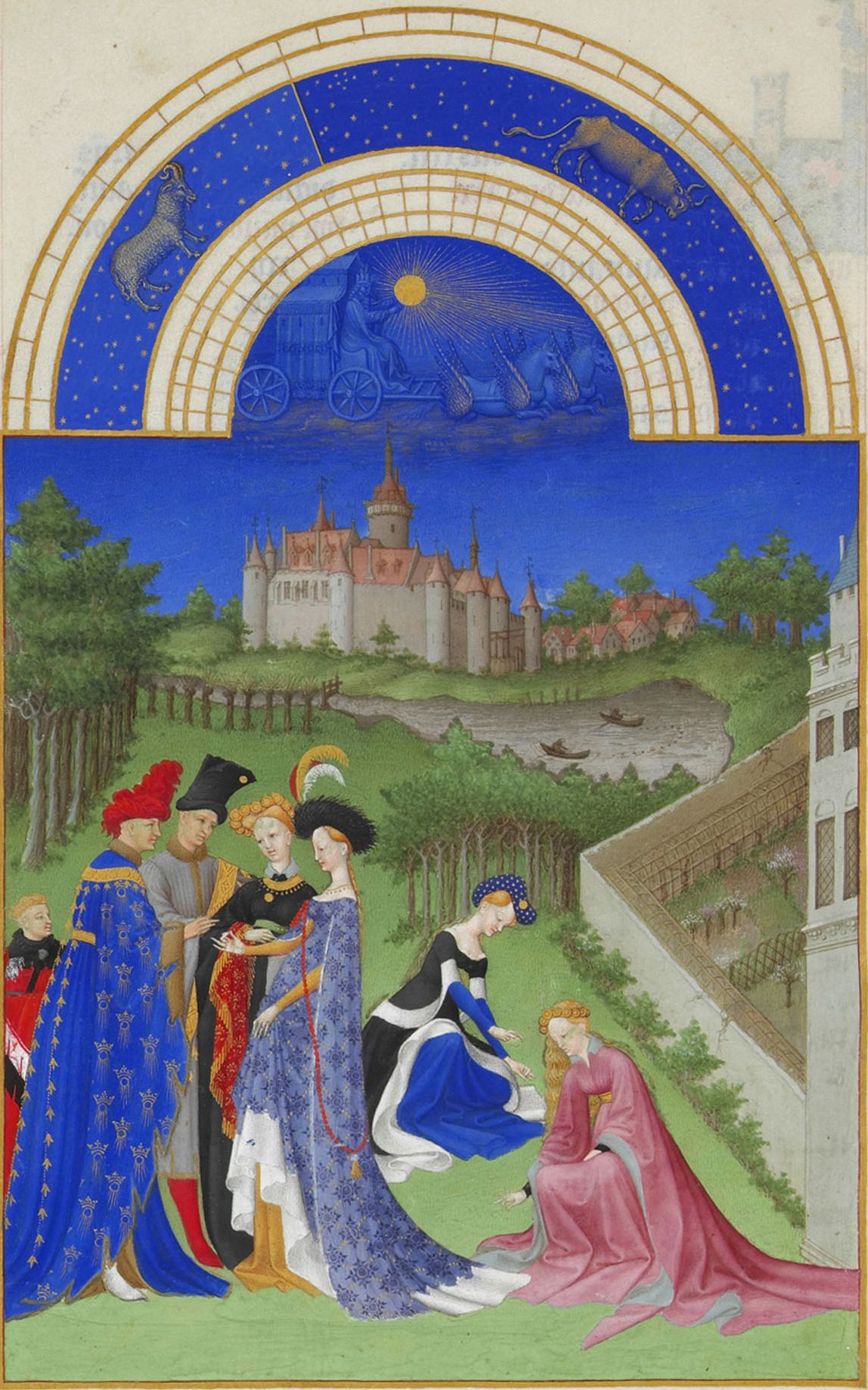
四月
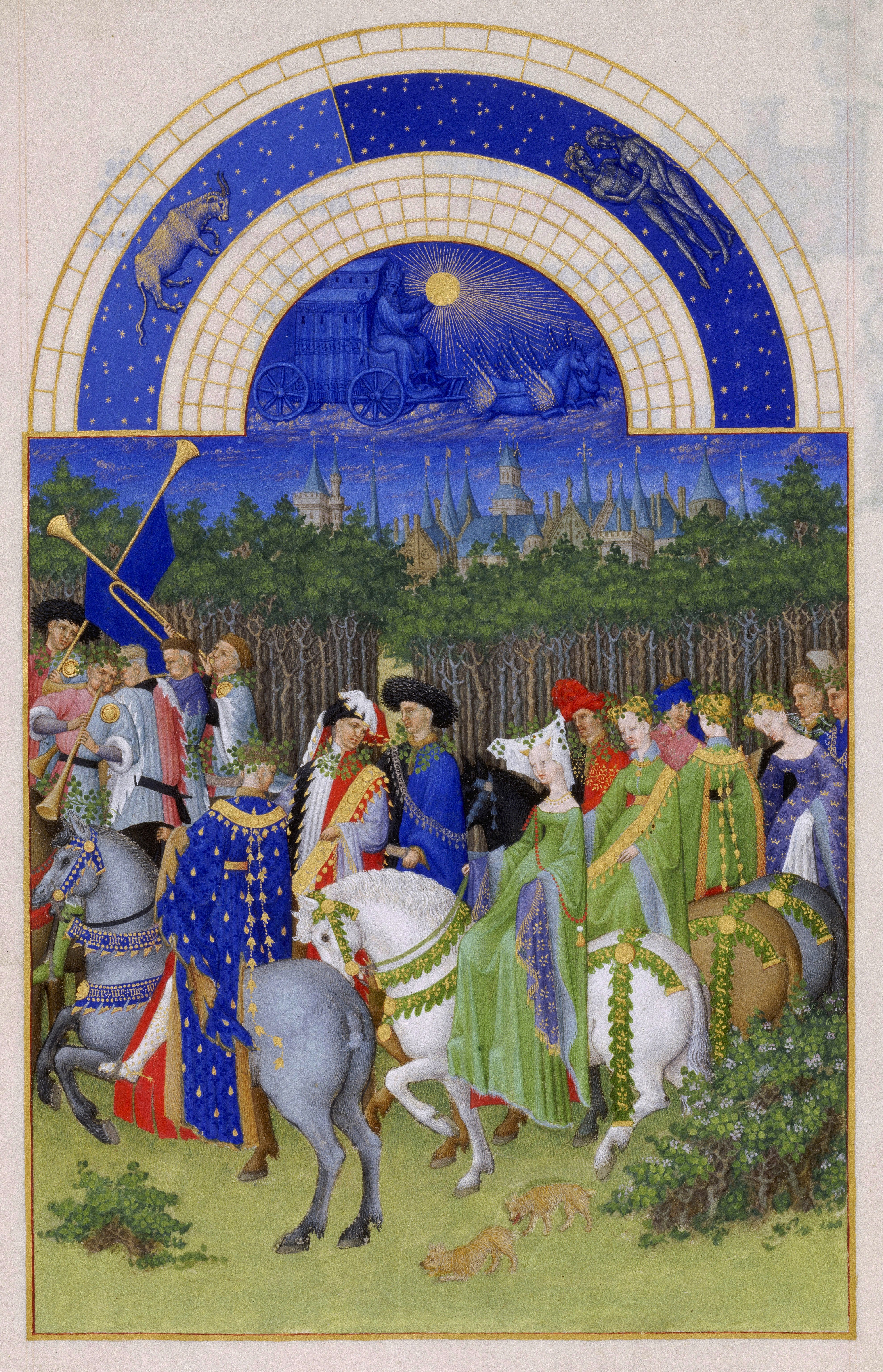
五月
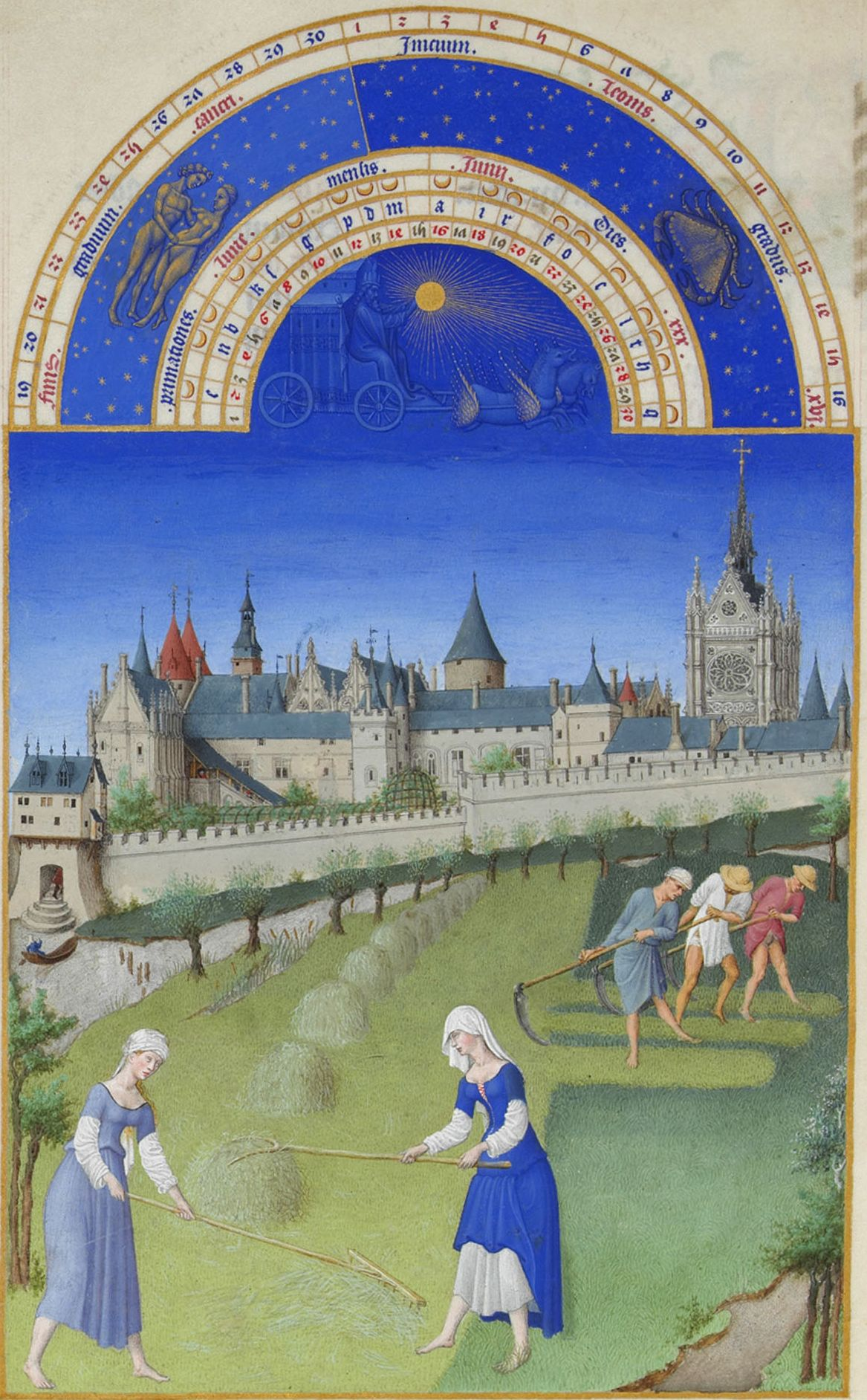
六月
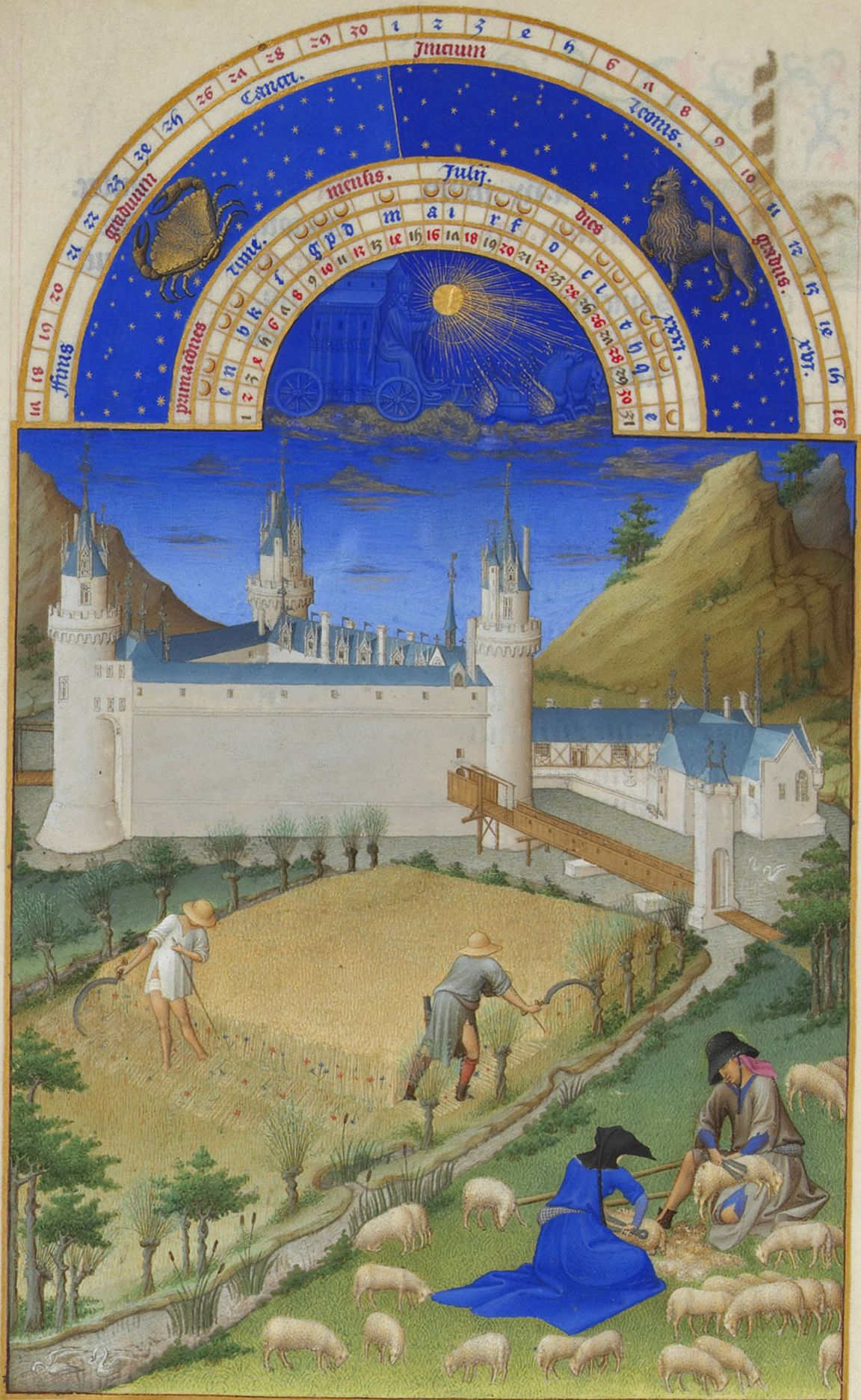
七月
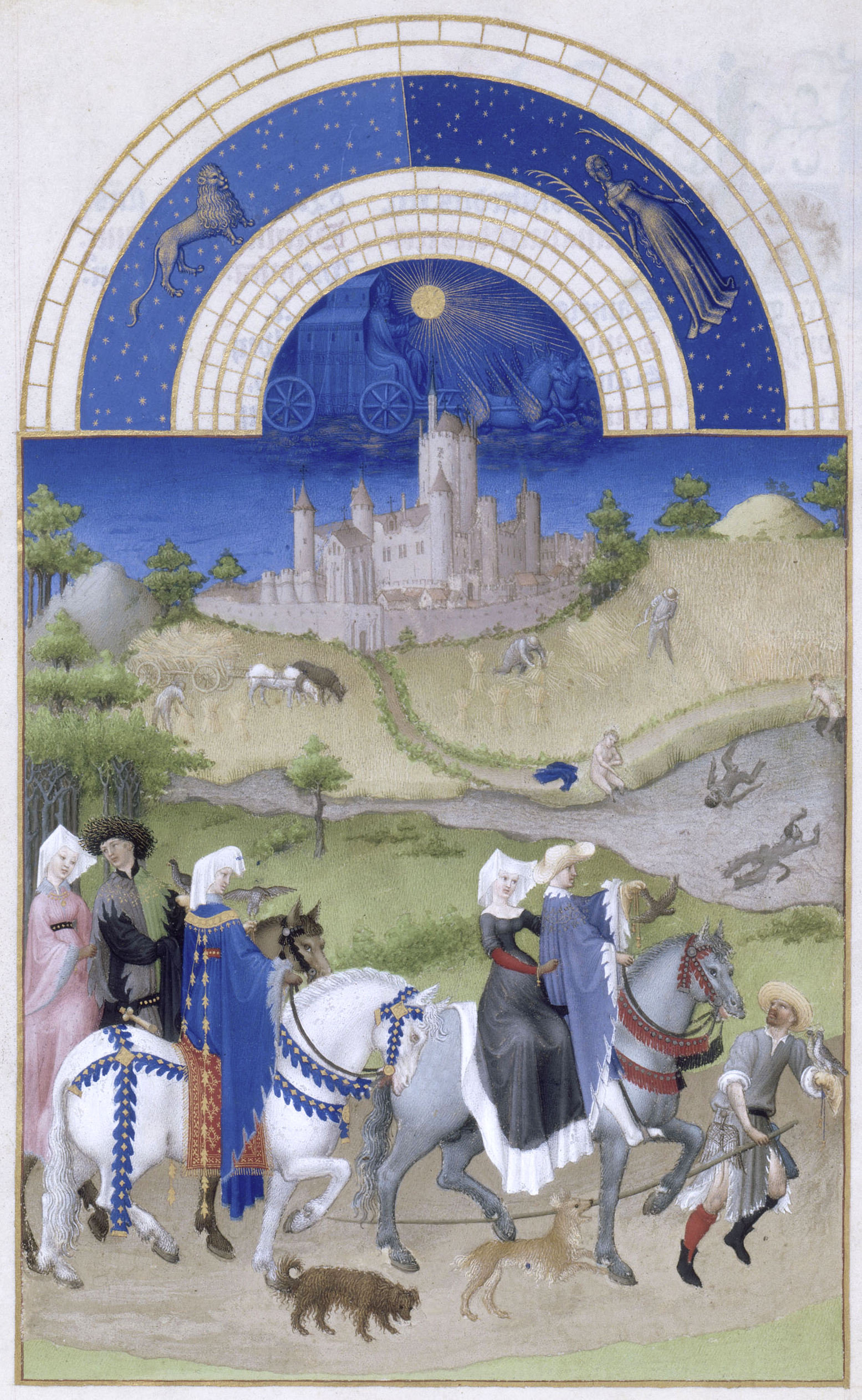
八月
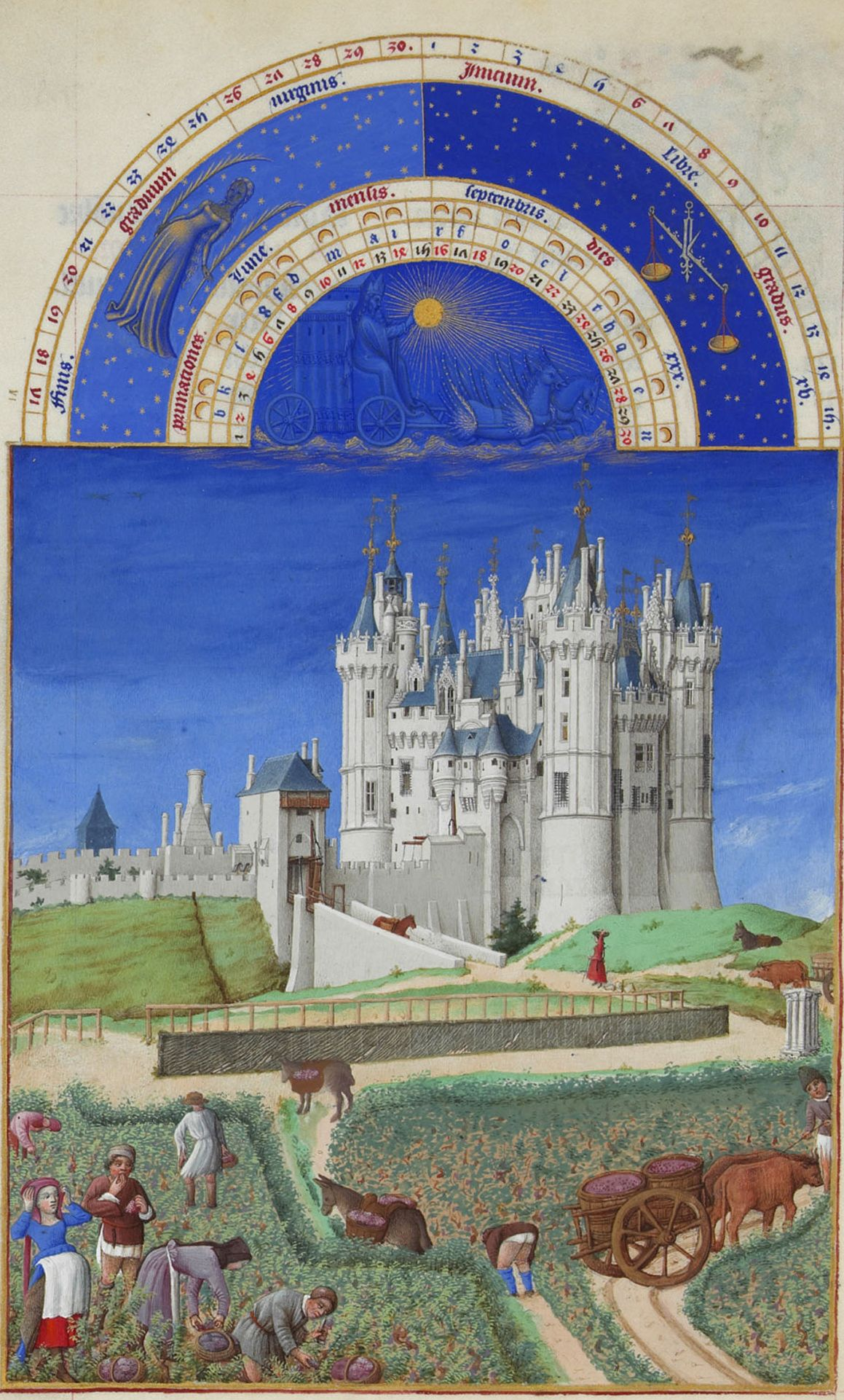
九月
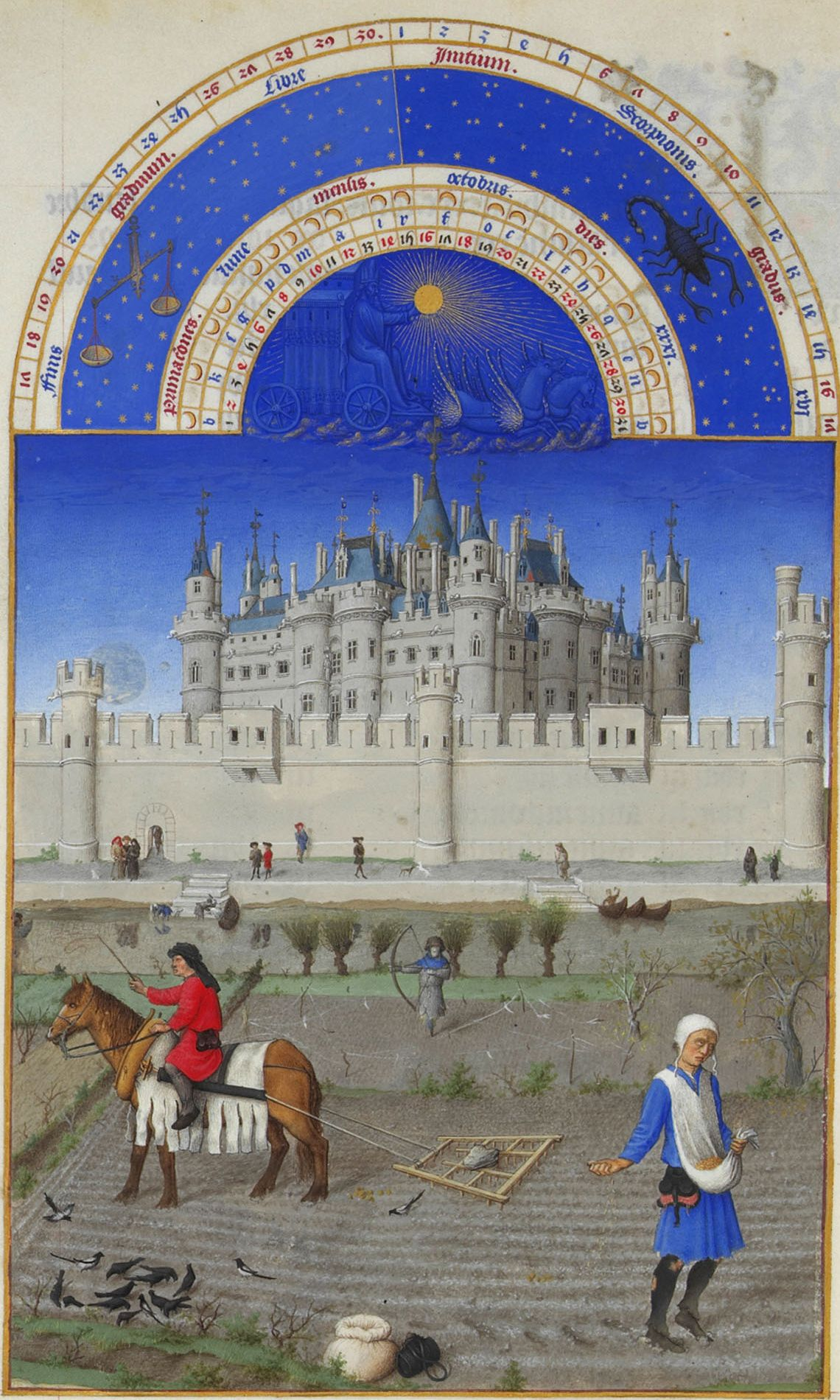
十月
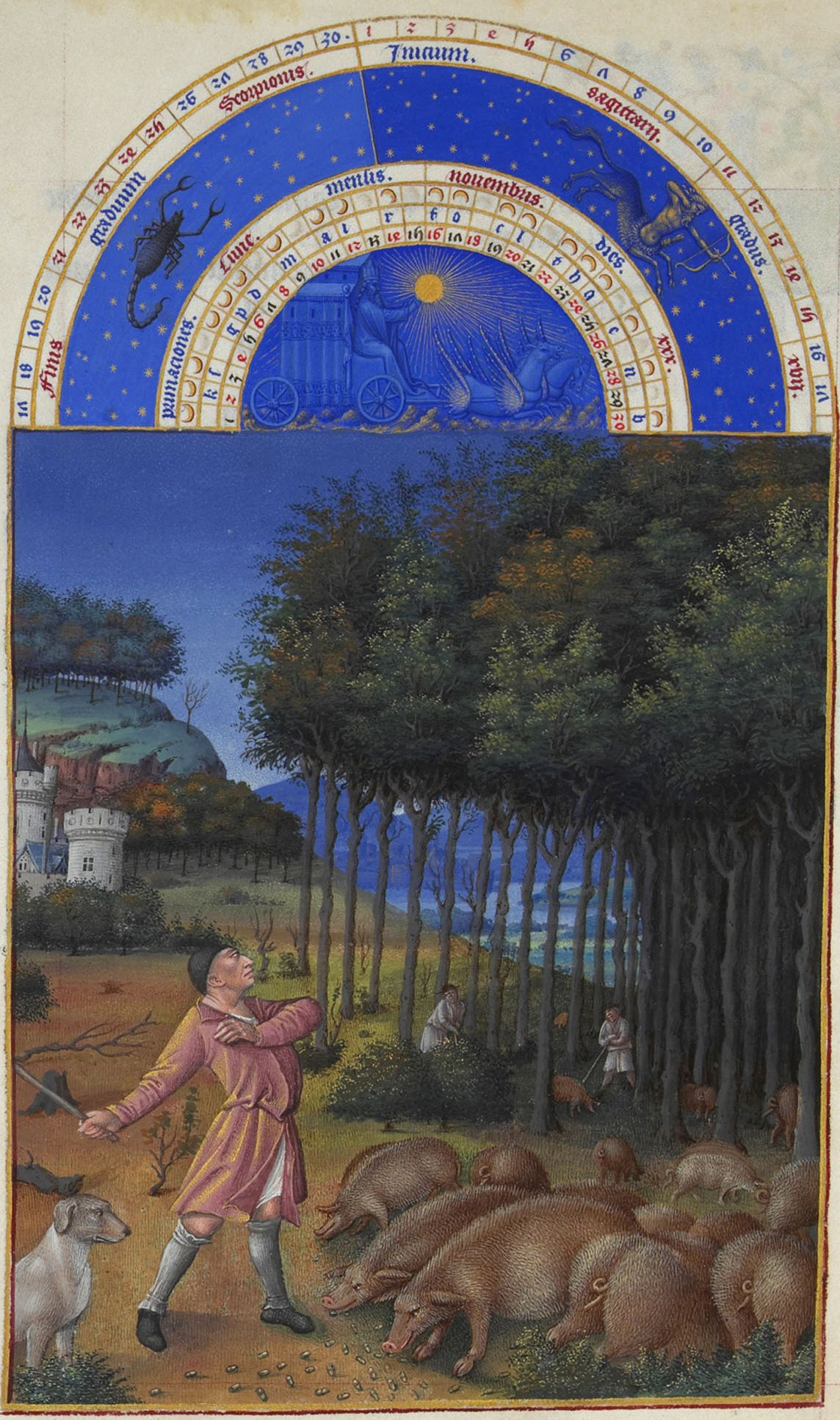
十一月
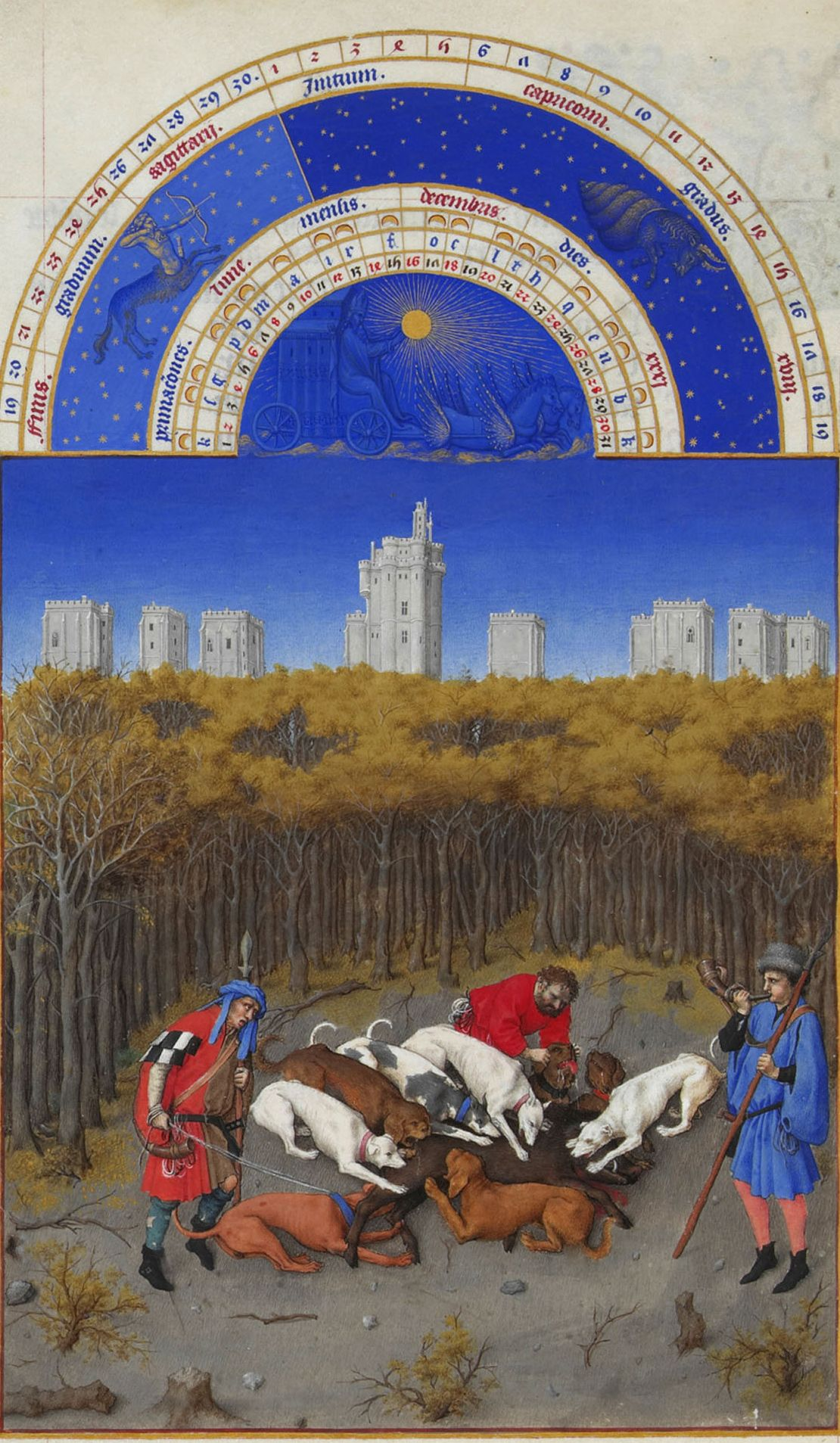
十二月

### 引用
1. ↑  .   [2013-09-01]. （原始内容存档于2009-01-23）.
2. ↑  Cazelles and Rathofer 1988
3. ↑  Longnon, Cazelles and Meiss 1969